# David West
Pour les articles homonymes, voir West.
David West, né le 29 août 1980 à Teaneck au New Jersey (États-Unis), est un joueur américain de basket-ball évoluant au poste d'ailier fort. Il mesure 2,04 m.
Il est sélectionné au NBA All-Star Game en 2008 et 2009 et est deux fois champion NBA en 2017 et 2018 avec les Warriors de Golden State.

## Biographie

### Carrière universitaire
David West a fait ses études universitaires à l'université Xavier à Cincinnati. Il accomplit l'intégralité de son cursus (quatre années) et est diplômé en 2003.
West a été désigné comme membre de l'équipe première All-American en 2003 par Associated Press (premier joueur de basket-ball de Xavier à avoir cet honneur) et la United States Basketball Writers Association. Lors de sa dernière saison universitaire il a marqué 20,1 points en moyenne et attrapé 11,8 rebonds en moyenne. Il est élu trois fois joueur de l'année de la conférence Atlantic 10.

### Carrière en NBA

#### Hornets de La Nouvelle-Orléans (2003-2011)
West est drafté en 2003 par les Hornets de La Nouvelle-Orléans au premier tour et en dix-huitième position, pour jouer en NBA.
Lors de la saison 2005-06, il marque 17,4 points en moyenne avec 7,4 rebonds (51,2 % de réussite en 74 rencontres). Il est nommé en deuxième position comme joueur ayant le plus progressé dans la saison NBA, devancé par Boris Diaw.
West ne dispute pas toute la saison 2006-07 en raison d'une blessure, mais il termine avec 18,3 points en moyenne et 8,2 rebonds. À cinq reprises, il marque plus de 30 points.
Sa progression se poursuit lors de la saison 2007-08 durant laquelle il est sélectionné pour participer au NBA All-Star Game avec son coéquipier Chris Paul. Sur cette saison il bat son record de points : 40, face aux Grizzlies de Memphis le 16 novembre 2007. Il permet aux Hornets de sa qualifier avec l'aide notamment du jeune meneur Chris Paul, de Predrag Stojaković et de Tyson Chandler.
Le 24 mars, David West se blesse au genou, ce qui le prive du reste de la saison. Son nouveau remplaçant Carl Landry, arrivé des Kings de Sacramento en février en échange de Marcus Thornton, le supplée au pied levé en alignant dès lors des performances similaires.

#### Pacers de l'Indiana (2011-2015)
Le 11 décembre 2011, il signe un contrat de 20 000 000 $ pour 2 ans, avec les Pacers de l'Indiana.
Le 12 janvier 2013, il réalise son premier triple-double en carrière en compilant 14 points, 12 rebonds et 10 passes lors de la victoire des siens contre les Bobcats de Charlotte.
Le 10 juillet 2013, bien que dans le viseur des Hawks et des Clippers, il resigne avec les Pacers pour trois ans.

#### Spurs de San Antonio (2015-2016)
Le 29 juin 2015, il renonce à une dernière année de contrat de 12 600 000 $ à Indiana via son option joueur. Le 6 juillet 2015, il signe chez les Spurs de San Antonio pour une année et un contrat vétéran de 1 400 000 $ la saison.

#### Warriors de Golden State (2016-2018)
Après une saison au Texas, il signe aux Warriors de Golden State, finaliste de la saison NBA précédente, pour enfin décrocher une bague de champion NBA. Il remporte une deuxième bague lors de la saison 2017-2018 et à l'issue de cette saison il choisit de mettre un terme à sa carrière sportive à l'âge de 38 ans.

### Prise de position
En 2016, David West révèle qu'il manifeste depuis plusieurs années lorsque l'hymne américain retentit à chaque début de match NBA. Cette manifestation se traduit par un recul de plusieurs dizaines de centimètres par rapport à ses coéquipiers. Le joueur entend ainsi dénoncer les injustices dont est victime la communauté afro-américaine aux États-Unis.

## Palmarès

### En franchise
- Champion NBA en 2017 et 2018 avec les Warriors de Golden State
- Champion de la Conference Ouest en 2017 et 2018 avec les Warriors de Golden State
- Champion de la Division Sud-Ouest en 2008 avec les Hornets de La Nouvelle-Orléans et en 2016 avec les Spurs de San Antonio.
- Champion de la Division Centrale en 2013 avec les Pacers de l'Indiana.

### Distinctions personnelles
- 2 sélections au NBA All-Star Game en 2008 et 2009.
- Oscar Robertson Trophy en 2003.

## Statistiques
À l'issue de la saison 2010-2011, David West comptabilise 530 matchs de saison régulière, dont 438 débutés dans le cinq majeur. Il présente un total de 8 690 points, soit 16,4 points par rencontre, 3 853 rebonds - 7,3 de moyenne - et 1 042 passes soit 2 de moyenne.
Il dispute à trois reprises les playoffs, disputant 24 rencontres. Il marque 385 points, capte 169 rebonds et délivre 48 passes. Cela se traduit par des moyennes de 16 points, 7 rebonds et 2 passes.
Il compte également deux matchs de NBA All-Star Game où ses moyennes sont de 6 points, 3,5 rebonds et 0,5 passe.

## Records sur une rencontre en NBA
Les records personnels de David West en NBA sont les suivants, :
| Type de statistique        | Saison régulière | Saison régulière     | Saison régulière | Playoffs | Playoffs                | Playoffs      |
| Type de statistique        | Record           | Adversaire           | Date             | Record   | Adversaire              | Date          |
| -------------------------- | ---------------- | -------------------- | ---------------- | -------- | ----------------------- | ------------- |
| Points                     | 44               | @ Rockets de Houston | 29 décembre 2009 | 38       | Spurs de San Antonio    | 13 mai 2008   |
| Paniers marqués            | 18               | @ Rockets de Houston | 29 décembre 2009 | 16       | Spurs de San Antonio    | 13 mai 2008   |
| Paniers tentés             | 30               | @ Rockets de Houston | 29 décembre 2009 | 26       | @ Wizards de Washington | 15 mai 2014   |
| Paniers à 3 points réussis | 2                | 5 fois               | 5 fois           | 1        | 8 fois                  | 8 fois        |
| Paniers à 3 points tentés  | 4                | @ Rockets de Houston | 29 décembre 2009 | 3        | @ Grizzlies de Memphis  | 24 avril 2016 |
| Lancers francs réussis     | 13               | 2 fois               | 2 fois           | 9        | @ Heat de Miami         | 24 mai 2013   |
| Lancers francs tentés      | 15               | Pacers de l'Indiana  | 19 février 2010  | 10       | 2 fois                  | 2 fois        |
| Rebonds offensifs          | 9                | Bucks de Milwaukee   | 8 février 2007   | 5        | 2 fois                  | 2 fois        |
| Rebonds défensifs          | 17               | @ Hawks d'Atlanta    | 9 mars 2009      | 12       | Hawks d'Atlanta         | 3 mai 2014    |
| Rebonds totaux             | 20               | @ Hawks d'Atlanta    | 9 mars 2009      | 14       | 2 fois                  | 2 fois        |
| Passes décisives           | 10               | 2 fois               | 2 fois           | 8        | @ Wizards de Washington | 11 mai 2014   |
| Interceptions              | 5                | 2 fois               | 2 fois           | 3        | 3 fois                  | 3 fois        |
| Contres                    | 5                | 6 fois               | 6 fois           | 6        | Hawks d'Atlanta         | 3 mai 2014    |
| Balles perdues             | 8                | @ Knicks de New York | 16 mars 2007     | 6        | 2 fois                  | 2 fois        |
| Minutes jouées             | 53               | @ Suns de Phoenix    | 6 février 2008   | 47       | @ Magic d'Orlando       | 5 mai 2012    |

- Double-double : 190 (dont 17 en playoffs)
- Triple-double : 1

## Pour approfondir
- Liste des joueurs en NBA ayant joué plus de 1 000 matchs en carrière.
- Liste des meilleurs marqueurs en NBA en carrière.